# Riccioli d'oro
Riccioli d'oro (Curly Top) è un film musicale del 1935, diretto da Irving Cummings, con la piccola Shirley Temple nel ruolo della protagonista. Il film, la cui idea di base s'ispira liberamente al romanzo Papà Gambalunga di Jean Webster, racconta la storia di due sorelle che vivono in un orfanotrofio e che vengono adottate da un ricco filantropo.

## Trama
I genitori di Elizabeth e Mary Blair, artisti di un circo, muoiono dopo un terribile incidente automobilistico. La piccola Elizabeth viene mandata in un orfanotrofio e Mary, ormai adulta, accetta di lavorare nell'istituto come istitutrice e sguattera, pur di rimanere accanto alla sorellina, restando dunque fedele alla promessa che aveva fatto ai genitori morenti.
Edward Morgan è un ricco avvocato e uno dei maggiori contributori dell'orfanotrofio. Durante una visita all'istituto, nota Elizabeth che canta nel refettorio, accompagnata da Mary al pianoforte, e rimane talmente colpito dalla simpatia e spontaneità della bambina che decide di adottarla. Inizialmente Mary si oppone, visto che ha promesso ai genitori che non avrebbe abbandonato la sorella, ma Edward vince le sue resistenze proponendo di adottare anche lei.
Edward è consapevole che quelle due ragazze meritano una vita migliore di quella vissuta fino ad allora ma al tempo stesso non desidera che esse debbano ringraziarlo per ciò che riceveranno: quindi finge di essere solo un intermediario e di agire per conto di un suo ricco cliente che desidera adottare Elizabeth e Mary, ma che vuole rimanere anonimo.
Con l'aiuto della zia Geneviève, Edward porta Mary ed Elizabeth nella sua casa al mare, dove la bambina e la ragazza trascorrono un'estate indimenticabile. Con il passare del tempo Edward si affeziona sempre di più alla piccola Elizabeth che vede ormai come una figlia, e nel contempo non è indifferente alla giovane Mary, che a sua volta si scopre sempre più innamorata di lui. Ma anche Jimmie Rogers, un giovane e ricco amico di famiglia, s'innamora di Mary e le propone di sposarla. Inizialmente la ragazza, che crede che quello che prova per Edward sia un amore impossibile, si fidanza con Jimmie, ma poi Edward e Mary finiranno per dichiararsi reciprocamente il loro amore.
Quando poi Edward fa ufficialmente a Mary la proposta di matrimonio, la ragazza obietta di avere bisogno dell'autorizzazione del suo misterioso padre adottivo ed è a questo punto che l'uomo le confesserà la verità.

## Personaggi principali

### Elizabeth Blair
interpretata da Shirley Temple
Orfana di circa sei o sette anni, all'inizio della storia vive nell'orfanotrofio "Riva del lago" ("Lakeside") assieme alla sorella Mary.

### Mary Blair
interpretata da Rochelle Hudson
Sorella di Elizabeth, è una ragazza di 18 anni che ha promesso ai genitori morenti di rimanere sempre accanto alla bambina. Lavora nell'orfanotrofio come cuoca.

### Edward Morgan
interpretato da John Boles
Ricco avvocato che decide di adottare le due sorelle Blair facendo loro credere di agire per conto di un suo cliente, il misterioso signor Iron Johnes. Ha una passione che non rivelerà a nessuno (tranne a sua zia e a Mary): ama comporre musica.

### Zia Geneviève
interpretata da Esther Dale
Zia di Edward, prende subito in simpatia le due orfane, che tratterà come nipoti.

### Jimmie Rogers
interpretato da Maurice Murphy
Giovane pilota di aeroplani, si innamora di Mary e le chiede di sposarlo. Ma Mary è innamorata di Edward e romperà ben presto il fidanzamento.

## Inserti musicali
Riccioli d'oro è prima di tutto una commedia musicale, e il fatto che sia Mary che Edward siano entrambi suonatori di pianoforte e compositori, è un semplice espediente narrativo per poter introdurre nel film numerosi inserti musicali:
- Animal Crackers in My Soup - cantata da Elisabeth e accompagnata al piano da Mary nel refettorio dell'orfanotrofio in una delle prime scene del film. In seguito Mary rivelerà a Morgan di avere lei stessa composto la canzone.
- It's All So New to Me - composta, cantata e suonata al pianoforte da Edward in una delle prime scene del film. Temple appare come un cupido nudo dipinto dalla testa ai piedi con pittura dorata. Tuttavia, la scena dovette essere completata rapidamente, prima che la vernice ostruisse i pori della sua pelle.[1]
- Curly Top - canzone appena composta da Edward, che la canta con Elizabeth seduta sul suo pianoforte
- The Simple Things in Life - cantata da Mary accompagnata dal suo ukulele in occasione della rappresentazione di beneficenza che le due orfane allestiscono in casa di Edward
- When I Grow Up - cantata da Elizabeth mentre danza e recita in occasione della stessa rappresentazione

Inoltre nella scena del dormitorio si possono ascoltare alcuni frammenti di Rock-a-Bye Baby e nella scena della rappresentazione viene suonata la tradizionale Marcia nuziale di Felix Mendelssohn. Per finire, la musica che fa da sottofondo alla lunga scena della notte fredda e piovosa all'orfanotrofio all'inizio del film, ricorda l'apertura del terzo atto dell'opera La bohème di Giacomo Puccini.

### Giudizi critici
Andre Sennwald del The New York Times affermò: 
(Andre Sennwald, Curly Top, The New York Times)
Il film, la cui trama è un tributo alla vita dei pochi ricchi durante la Grande depressione, ottenne una grande popolarità fin dalla sua prima apparizione, ma in Danimarca fu messo al bando per "corruzione". Fu uno degli ultimi film della Fox ad essere realizzato prima che lo studio diventasse 20th Century Fox.

## Osservazioni
Anche se il film Riccioli d'oro viene considerato una trasposizione cinematografica di Papà Gambalunga di Jean Webster, del romanzo nel film rimane solamente l'idea di base riassumibile in pochi punti:
- un ricco magnate diventa tutore di una giovane orfana
- il benefattore vuole rimanere anonimo
- l'uomo e la ragazza si innamorano

Al di là di questo, nel film rimane ben poco del romanzo: manca infatti la vita del campus universitario, le avventure della protagonista con le compagne di corso e soprattutto mancano le lettere-diario che la Judy del romanzo manda periodicamente al suo misterioso tutore e che sono il "filo rosso" di tutta la storia.
Ma è soprattutto nella psicologia del personaggio femminile che il film è agli antipodi del romanzo: in "Papà Gambalunga" la protagonista è una donna volitiva, che sa che la vita è stata ingiusta con lei, ma che crede che con la forza di volontà si possa ottenere tutto. Il romanzo è del 1912, ma la protagonista è una donna moderna che vuole emanciparsi e che ha con gli uomini un rapporto di parità nient'affatto remissivo, tutto l'opposto del film, che pur essendo stato girato 23 anni dopo la pubblicazione del romanzo, propone con Mary un modello femminile assolutamente passivo e quasi rassegnato a sopportare le traversie della vita. In Mary quindi non c'è la volontà di riscatto e di emancipazione che Judy ha nel romanzo e che raggiunge attraverso lo studio; la tipologia femminile proposta nel film è invece quello di un'eterna bambina, quasi incapace di una volontà propria e assoggettata alla volontà dell'uomo.